# Kulturarvslyftet
Kulturarvslyftet var en kultur- och arbetsmarknadspolitisk satsning för åren 2012–2014. Syftet var att kunna erbjuda utvecklande arbetsuppgifter inom kulturarvssektorn till personer som varit frånvarande från arbetsmarknaden, exempelvis efter en längre tids sjukdom. Samtidigt skulle angelägna arbetsuppgifter bli utförda och kulturarvet vårdas, ny kunskap byggas upp och kulturarvet bli mer tillgängligt. [uppföljning saknas]
Regeringen beräknade att avsätta totalt 270 miljoner kronor för Riksantikvarieämbetet från utgiftsområde 14 Arbetsmarknad och arbetsliv, för stöd till anordnare av platser inom Kulturarvslyftet under åren 2012–2014.

## Politisk fråga
Projektet Kulturarvslyftet har kritiserats av oppositionen, främst för att inte uppnå de satta målen för antalet anställda under 2012.